# Санта Круз (Калифорнија)
Санта Круз (енгл. Santa Cruz) град је у америчкој савезној држави Калифорнија. По попису становништва из 2010. у њему је живело 59.946 становника.

## Демографија
Према попису становништва из 2010. у граду је живело 59.946 становника, што је 5.353 (9,8%) становника више него 2000. године.
| Група             | 2000.          | 2010.          |
| Белци             | 39.304 (72,0%) | 39.985 (66,7%) |
| Афроамериканци    | 945 (1,7%)     | 1.071 (1,8%)   |
| Азијати           | 2.677 (4,9%)   | 4.591 (7,7%)   |
| Хиспаноамериканци | 9.491 (17,4%)  | 11.624 (19,4%) |
| Укупно            | 54.593         | 59.946         |